# Carex hachijoensis
Carex hachijoensis là một loài thực vật có hoa trong họ Cói. Loài này được Akiyama mô tả khoa học đầu tiên năm 1937.

## Hình ảnh

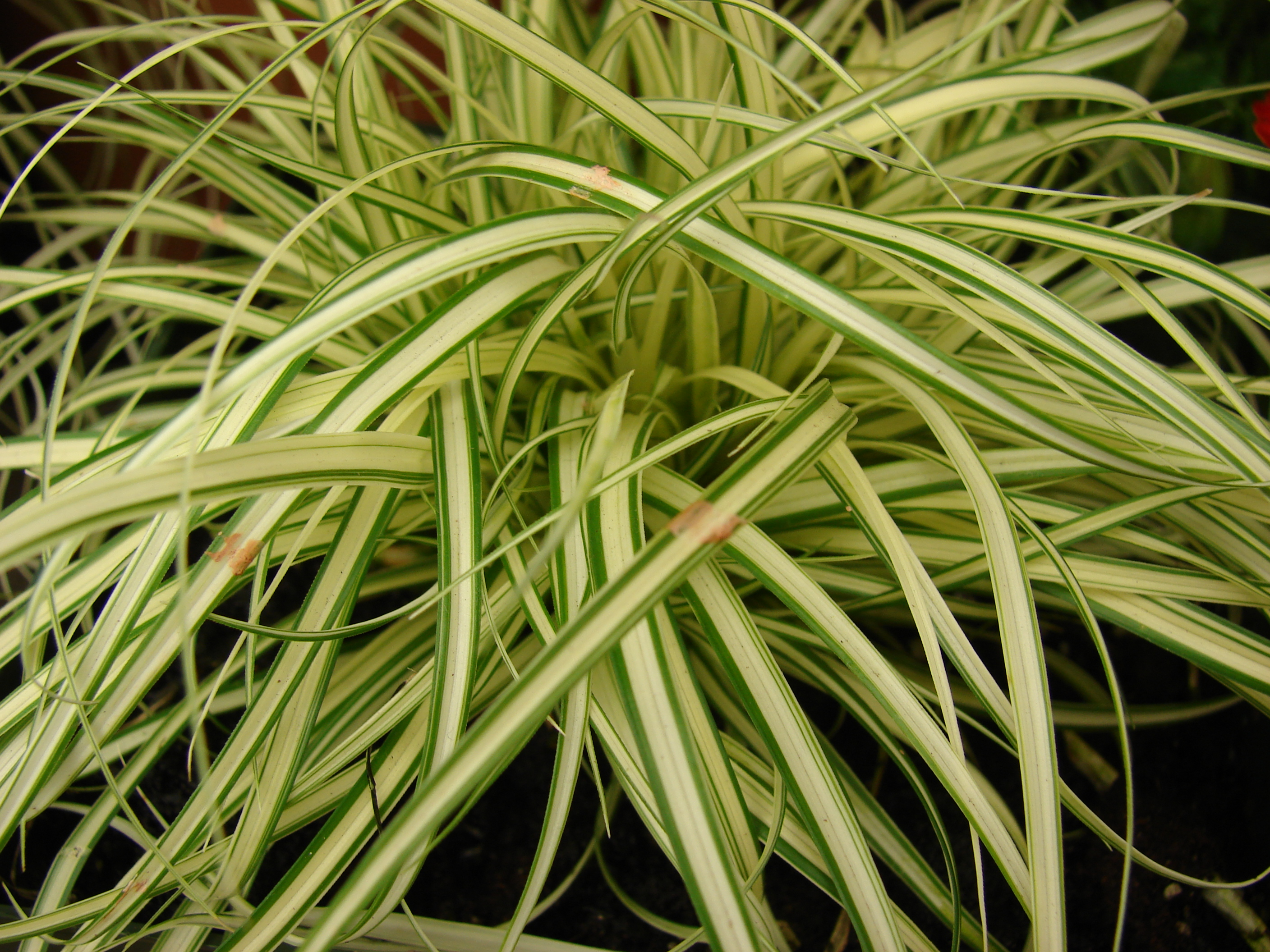
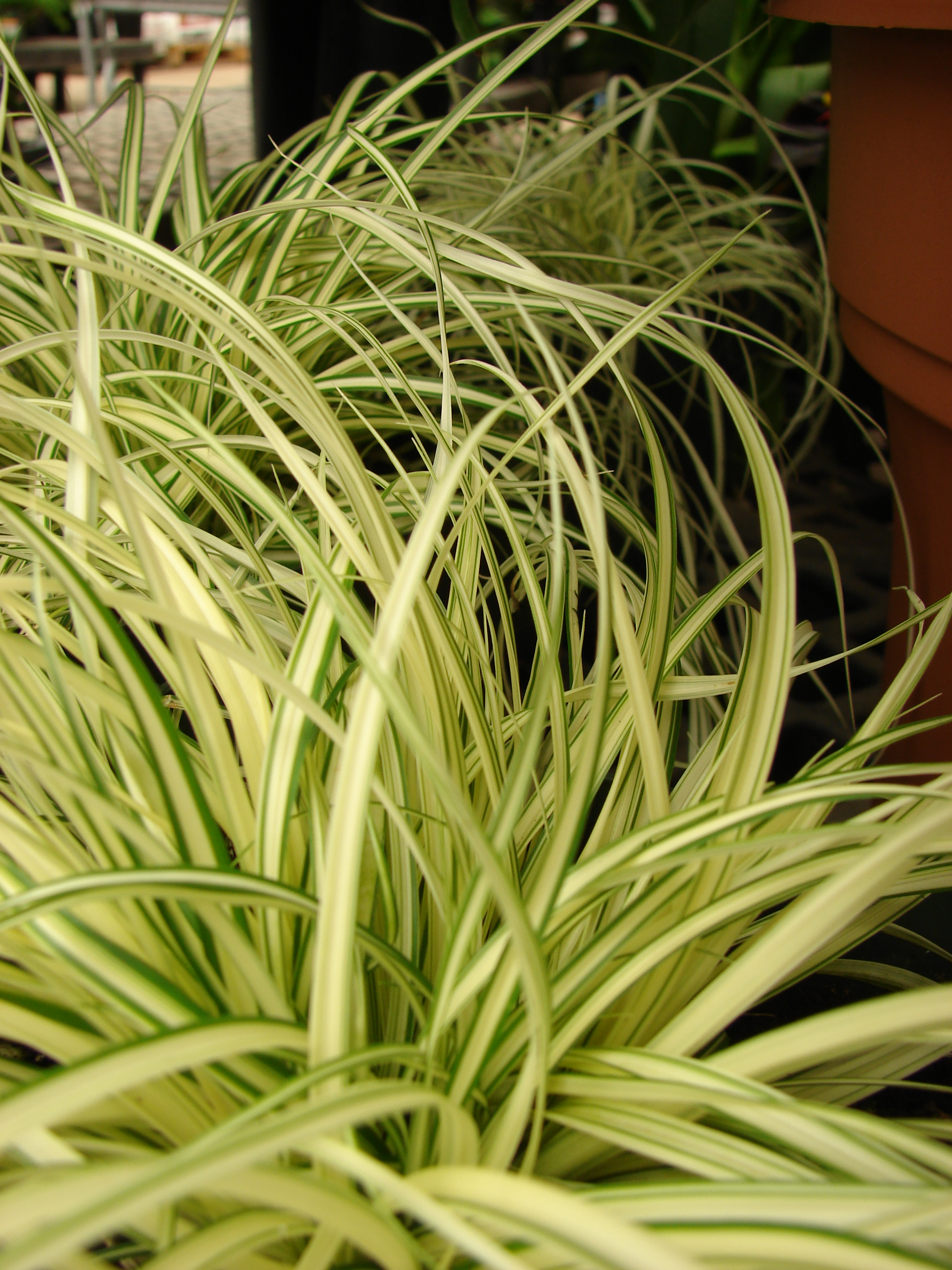